# Lutersee (Wolfenschiessen)
Der Lutersee ist ein Bergsee oberhalb von Wolfenschiessen im Engelbergertal.
Das Seelein liegt auf einer Höhe von 1703 m ü. M. in den Urner Alpen im Schweizer Kanton Nidwalden.
Ausserdem ist Lutersee der Name einer Gemeinalp nördlich des Sees, die in Ober Teil (bis 2064 m ü. M.) sowie Unter Teil (ab 1151 m ü. M.) aufgeteilt ist.